# Koparan, Güney
Koparan là một xã thuộc huyện Güney, tỉnh Denizli, Thổ Nhĩ Kỳ. Dân số thời điểm năm 2010 là 146 người.